# Copa de Honor MCBA 1917
La Copa de Honor MCBA 1917 fue la duodécima edición de esta competencia organizada por la Asociación Argentina de Football.
El ganador fue el Racing Club, quien venció en la final a River Plate por 3 a 1, siendo esta su segunda consagración en el certamen. De esta manera, Racing Club obtuvo su cuarto título en dicha competición, siendo el equipo más ganador en la historia de certamen.

## Sistema de disputa
Se jugó por eliminación directa a un solo partido. En caso de empate, se jugaba tiempo extra, y en caso de persistir se desarrollaba un nuevo encuentro.
El campeón obtenía el derecho de participar en la Copa de Honor Cusenier, frente al campeón de la Copa de Honor (Uruguay).

## Equipos
| Equipo                                  | Ciudad       |
| --------------------------------------- | ------------ |
| Club Atlético Argentino de Quilmes      | Quilmes      |
| Club Atlético Atlanta                   | Buenos Aires |
| Club Atlético Banfield                  | Banfield     |
| Club Atlético Boca Juniors              | Buenos Aires |
| Club Atlético de San Isidro             | San Isidro   |
| Club Atlético Estudiantes               | La Plata     |
| Club Atlético Estudiantil Porteño       | Buenos Aires |
| Club Atlético Ferro Carril Oeste        | Buenos Aires |
| Club Atlético Huracán                   | Buenos Aires |
| Club Atlético Independiente             | Avellaneda   |
| Club Atlético Platense                  | Buenos Aires |
| Club Atlético Porteño                   | Buenos Aires |
| Club Atlético River Plate               | Buenos Aires |
| Club Atlético San Lorenzo de Almagro    | Buenos Aires |
| Club Atlético Tigre                     | Tigre        |
| Club de Estudiantes                     | Buenos Aires |
| Club de Gimnasia y Esgrima              | Buenos Aires |
| Club de Gimnasia y Esgrima              | La Plata     |
| Club Sportivo Barracas                  | Buenos Aires |
| Columbian Footbal Club                  | Buenos Aires |
| Racing Club                             | Avellaneda   |
| Club Atlético Belgrano                  | Rosario      |
| Club Atlético Central Córdoba           | Rosario      |
| Club Atlético Nacional                  | Rosario      |
| Club Atlético Newell's Old Boys         | Rosario      |
| Club Atlético Provincial                | Rosario      |
| Club Atlético Rosario a Puerto Belgrano | Rosario      |
| Club Atlético Rosario Central           | Rosario      |
| Club Atlético Tiro Federal Argentino    | Rosario      |

## Desarrollo
El camino de Racing comenzó el 20 de mayo contra Banfield, con victoria 3 a 0 (Natalio Perinetti (2) y Alberto Marcovecchio); luego el 17 de julio seguiría una victoria por 2 a 0 contra Estudiantes (LP) (Nicolás Vivaldi y Alberto Marcovecchio); el 22 de julio se daría una nueva edición del Clásico de Avellaneda, con victoria de Racing frente a Independiente por 3 a 1 (A. Marcovecchio (2) y N. Vivaldi); el 16 de septiembre en cuartos de final, habría otro clásico, esta vez contra San Lorenzo, con victoria de Racing por 3 a 1 (Marcovecchio (2) y Vivaldi). En la semifinal se jugarían dos encuentros el primero el 15 de noviembre contra Rosario Central con paridad en 1, y el 26 de diciembre se repetiría el rival con victoria de Racing por 3 a 0 (y un global de 4-1). Finalmente en la final el 6 de enero, Racing vencería a River Plate por 3 a 1 (Perinetti y Marcovecchio en dos oportunidades), consagrándose campeón invicto del certamen.
```
FINAL
```

|  | Copa de Honor "Municipalidad de Buenos Aires" 1917 |             |   |  |   |  |
|  |                                                    |             |   |  |   |  |
|  | Racing Club                                        | Racing Club | 3 |  | 3 |  |
|  | Racing Club                                        | Racing Club | 3 |  | 3 |  |
|  | River Plate                                        | River Plate | 1 |  | 1 |  |
|  | River Plate                                        | River Plate | 1 |  | 1 |  |

| 6 de enero de 1917 | Racing Club                                      | 3 - 1 | River Plate | Estadio Independiente, Crucecita |                                 |
|                    | N. Perinetti · A. Marcovecchio · A. Marcovecchio |       | F. Taggino  | Asistencia: 10 000 espectadores  | Asistencia: 10 000 espectadores |

|                                |
|                                |
| Campeón Racing Club 4.º título |

| Predecesor: 1916 Campeón: Rosario Central | Copa de Honor "Municipalidad de la Ciudad de Buenos Aires" 1917 XII edición | Sucesor: 1918 Campeón: Independiente |